# Sergels torg

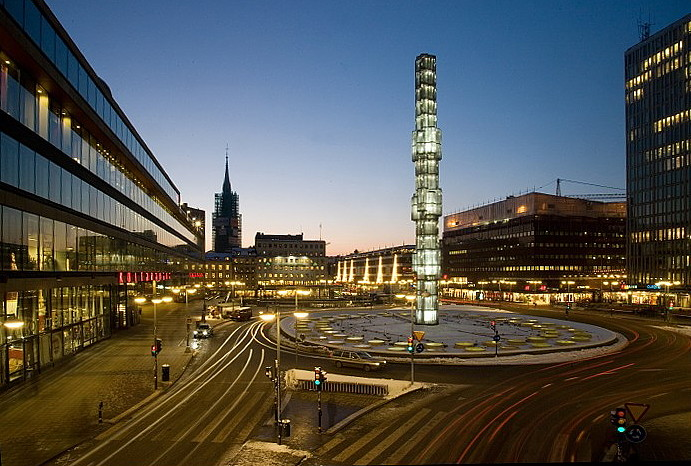
Sergels torg vista dal lato est.

Sergels torg è una delle piazze principali di Stoccolma. Rinnovata in larga parte negli anni sessanta, è intitolata allo scultore Johan Tobias Sergel.

## La piazza
L'area pedonale della piazza è situata ad un livello più basso rispetto al manto stradale, e si presenta con una pavimentazione di triangoli bianchi e grigi, che hanno ispirato il disegno dei sedili dei treni di nuova generazione della metropolitana cittadina. A pochi metri di distanza svetta un obelisco di vetro alto 37 metri, progettato dall'artista Edvin Öhrström e denominato Kristallvertikalaccent, ai cui piedi giace una rotatoria per il traffico urbano.
Sono numerosi gli edifici che si affacciano su Sergels torg: tra questi, sul lato sud, c'è il centro culturale Kulturhuset, che incorpora anche il teatro cittadino e il quartier generale della banca centrale svedese. In direzione est ha inizio il viale Hamngatan. Sul lato ovest si affacciano i grandi magazzini Åhléns City, dal cui incrocio parte il viale Klarabergsgatan, mentre sul lato nord svettano le Hötorgsskraporna, cinque grattacieli edificati tra gli anni '50 e '60 che lambiscono l'arteria Sveavägen.
La piazza è oggi un punto di riferimento per ospitare manifestazioni politiche e popolari. È direttamente connessa alla stazione della metropolitana T-Centralen, accessibile dalla zona pedonale.